# 角切り

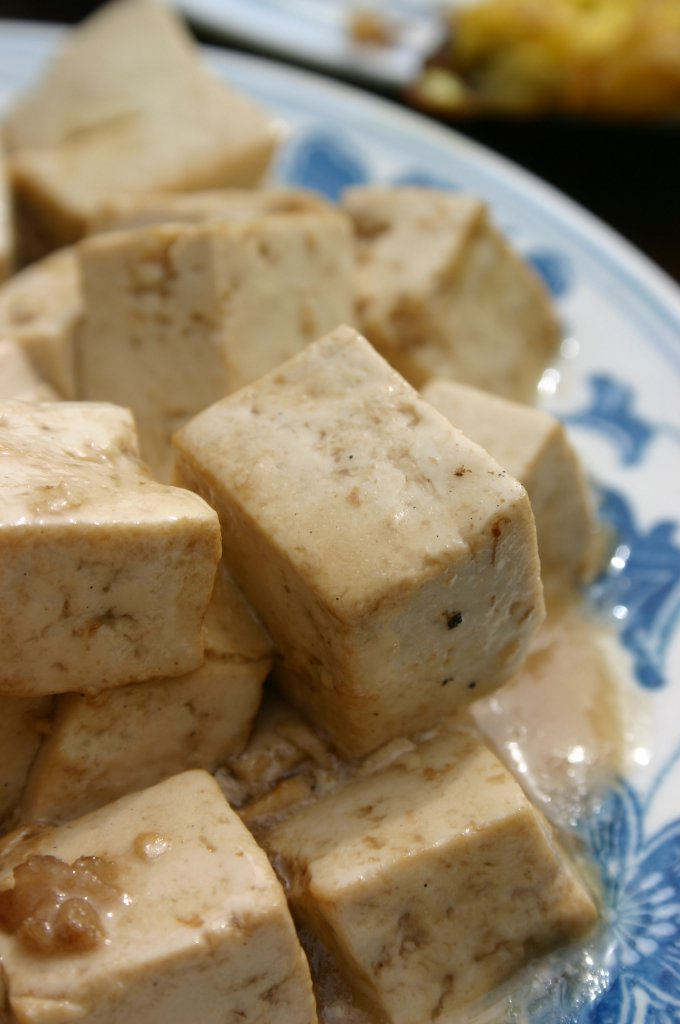
賽の目切りにした豆腐の北京料理

角切り（かくぎり）は食材の切り方の一つで、食品を立方体に切ること。1cm角程度のサイコロの形に切る切り方を特に賽の目切り（さいのめぎり、英: dicing、仏: dés）と呼ぶことが多いが、大きさの含意はなく切る形のみを指していることもある。霰切り（あられぎり）は大きさ5mm程度に細かくした角切りで、細切りの食材をさらに刻んで作る。
これらの切り方により見栄えがよくなり、大きさを揃えて均一に調理することができる。また風味や食感のムラがなくなるだけでなく、調理時間も若干短くなる。賽の目切りはたいてい野菜に用いられる切り方だが、肉や魚、果物を切るのに用いられることもある。

## 料理
賽の目切りにした食材に基づく料理。
- オリヴィエ・サラダ（ロシア語: салат Оливье）
賽の目切りにして茹でたじゃがいもや鶏肉などをマヨネーズで和えたロシア料理のサラダ。多くのヨーロッパ、中東、中南米の諸国でも「ロシアのサラダ」と呼ばれ人気がある。[2]
- 野菜のマセドワーヌ（フランス語: macédoine de légumes）
賽の目切りにした野菜のサラダ。フランス料理では小さめの賽の目切りのことも「マセドワーヌ」という。果物のマセドワーヌは、日本ではマチェドニア（イタリア語: macedonia）と呼ばれることが多い[3]。
- 宮保鶏丁
賽の目に切った鶏肉とピーナッツを唐辛子とともに炒めた四川料理。カシューナッツを用いるものは腰果鶏丁という。「丁」は賽の目切りという意味で、鶏丁は賽の目に切った鶏肉のこと。
- さまざまな豆腐料理
豆腐はその崩れやすい性質から、角切り（奴切り、賽の目切り）にされることが多い。賽の目切りにした豆腐を具材とする料理は、豆腐の味噌汁、麻婆豆腐など。[4]